# بيتر ولز
بيتر ولز (بالإنجليزية: Peter Wells)‏ (13 أغسطس 1956 بنوتنغهام في المملكة المتحدة - ) هو لاعب كرة قدم بريطاني في مركز حراسة المرمى. لعب مع نادي ساوثهامبتون ونادي ليتون أورينت ونادي ميلوول ونوتينغهام فورست ونادي فيشر أثليتيك.

## وصلات خارجية
- بيتر ولز على موقع قاعدة بيانات كرة القدم.إي يو (الإنجليزية)